# 1949 en architecture
| Années de l'architecture : 1946 - 1947 - 1948 - 1949 - 1950 - 1951 - 1952    |
| Décennies de l'architecture : 1910 - 1920 - 1930 - 1940 - 1950 - 1960 - 1970 |

Cet article présente les faits marquants de l'année 1949 en architecture.

## Réalisations
- Johnson house (maison de verre) de Philip Johnson à New Canaan.

## Récompenses
- x

## Naissances
- 5 mars : Édith Girard, architecte française, morte le 6 septembre 2014.

## Décès
- 1er mai : Josep Maria Jujol (° 16 septembre 1879).
- 27 septembre : David Adler (° 3 janvier 1882).